# Liste der Baudenkmäler in Vreden
Die Liste der Baudenkmäler in Vreden enthält die denkmalgeschützten Bauwerke auf dem Gebiet der Stadt Vreden im Kreis Borken in Nordrhein-Westfalen (Stand: Juni 2021). Diese Baudenkmäler sind in der Denkmalliste der Stadt Vreden eingetragen; Grundlage für die Aufnahme ist das Denkmalschutzgesetz Nordrhein-Westfalen (DSchG NRW).

## Allgemein
- Bild: Bild des Kulturdenkmals, ggf. zusätzlich mit einem Link zu weiteren Fotos des Kulturdenkmals im Medienarchiv Wikimedia Commons
- Bezeichnung: Name des Kulturdenkmals
- Lage: Straßenname und Hausnummer oder Flurstücknummer des Kulturdenkmal, gegebenenfalls auch den Ortsteil. Die Grundsortierung der Liste erfolgt nach dieser Adresse. Der Link (Karte) führt zu verschiedenen Kartendiensten mit der Position des Kulturdenkmals. Fehlt dieser Link, wurden die Koordinaten noch nicht eingetragen. Sind diese bekannt, können sie über ein Tool mit einer Kartenansicht einfach nachgetragen werden. In dieser Kartenansicht sind Kulturdenkmale ohne Koordinaten mit einem roten bzw. orangen Marker dargestellt und können durch Verschieben auf die richtige Position in der Karte mit Koordinaten versehen werden. Kulturdenkmale ohne Bild sind an einem blauen bzw. roten Marker erkennbar.
- Beschreibung: Kurzcharakteristik des Kulturdenkmals
- Bauzeit: Baubeginn, Fertigstellung, Datum der Erstnennung oder grobe zeitliche Einordnung entsprechend des Eintrags in der zuständigen Denkmaldatenbank
- Eingetragen seit: Datum der Erfassung in der zuständigen Denkmaldatenbank

## Baudenkmäler
| Bild                                         | Bezeichnung | Lage                                          | Beschreibung | Bauzeit | Eingetragen seit | Denkmal- nummer |
| -------------------------------------------- | --- | --------------------------------------------- | --- | ------- | ---------------- | --------------- |
| BW                                           | Ehem. Rektoratskirche St. Antonius Abt. 1858                                                                                        | Ammeloer Kring Karte                          | Vereinfachter Auszug aus der Denkmalliste der Stadt Vreden                                                                                   |         | 09.10.1987       | 1               |
| weitere Bilder                               | Kath. Pfarrkirche St. Antonius, 1923                                                                                                | Oldenkott Karte                               | Vereinfachter Auszug aus der Denkmalliste der Stadt Vreden                                                                                   |         | 09.10.1987       | 2               |
| weitere Bilder                               | Kath. Pfarrkirche St. Bruno, 1906                                                                                                   | Lünten-Dorf Kirchstraße Karte                 | Vereinfachter Auszug aus der Denkmalliste der Stadt Vreden                                                                                   |         | 09.10.1987       | 3               |
| weitere Bilder                               | Kath. Stiftskirche St. Felicitas | Am Kirchplatz Karte                           | Vereinfachter Auszug aus der Denkmalliste der Stadt Vreden                                                                                   |         | 09.10.1987       | 4               |
| weitere Bilder                               | Kath. Pfarrkirche St. Franziskus | Zwillbrock 9 Karte                            | Vereinfachter Auszug aus der Denkmalliste der Stadt Vreden                                                                                   |         | 09.10.1987       | 5               |
| weitere Bilder                               | Kath. Pfarrkirche St. Georg | Am Kirchplatz Karte                           | Vereinfachter Auszug aus der Denkmalliste der Stadt Vreden                                                                                   |         | 09.10.1987       | 6               |
| weitere Bilder                               | Kath. Pfarrkirche Heilig Kreuz | Ellewick Pfarrer-Holtmann-Straße Karte        | Vereinfachter Auszug aus der Denkmalliste der Stadt Vreden                                                                                   |         | 12.01.1990       | 7 Wikidata      |
| Antoniuskapelle ca. 1905/1910                | Antoniuskapelle ca. 1905/1910 | Köckelwick 52 Antoniusheim Karte              | Vereinfachter Auszug aus der Denkmalliste der Stadt Vreden                                                                                   |         | 09.10.1987       | 8               |
| weitere Bilder                               | Kath. Kapelle Maria-Brunn, bez. 1697                                                                                                | Kapellenweg Karte                             | Vereinfachter Auszug aus der Denkmalliste der Stadt Vreden                                                                                   |         | 09.10.1987       | 9               |
| Jüdischer Friedhof                           | Jüdischer Friedhof | Oldenkotter Straße/Dewesweg Karte             | Vereinfachter Auszug aus der Denkmalliste der Stadt Vreden                                                                                   |         | 21.01.1986       | 11              |
| BW                                           | Jüdischer Friedhof | Berkelaue südl. der Zwillbrocker Straße Karte | Vereinfachter Auszug aus der Denkmalliste der Stadt Vreden                                                                                   |         | 21.10.1986       | 12              |
|                                              | Bildstock, beim Hof Göring, | Vreden Köckelwick 70                          | Vereinfachter Auszug aus der Denkmalliste der Stadt Vreden                                                                                   |         | 09.10.1987       | 13              |
|                                              | Bildstock, Eschstr., bez. 1743 |                                               | Vereinfachter Auszug aus der Denkmalliste der Stadt Vreden                                                                                   |         | 17.10.1986       | 14              |
|                                              | Bildstock, am Prozessionsweg, bez. 1836                                                                                             | Vreden Gaxel 12                               | Vereinfachter Auszug aus der Denkmalliste der Stadt Vreden                                                                                   |         | 17.10.1986       | 15              |
|                                              | Bildstock „Himmelfahrt Mariae“, Mitte 18. Jh.                                                                                       | Vreden Köckelwick 1                           | Vereinfachter Auszug aus der Denkmalliste der Stadt Vreden                                                                                   |         | 17.10.1986       | 17              |
|                                              | Bildstock „Christi Himmelfahrt“, bez. 1741                                                                                          | Vreden Gaxel 1                                | Vereinfachter Auszug aus der Denkmalliste der Stadt Vreden                                                                                   |         | 17.10.1986       | 18              |
|                                              | Bildstock „Heiliger Antonius“ | Zwillbrock Am Prozessionsweg                  | Vereinfachter Auszug aus der Denkmalliste der Stadt Vreden                                                                                   |         | 28.10.1986       | 19              |
|                                              | Bildstock „Heiliger Franziskus“ | Zwillbrock Am Prozessionsweg                  | Vereinfachter Auszug aus der Denkmalliste der Stadt Vreden                                                                                   |         | 28.10.1986       | 20              |
|                                              | Bildstock „Heiliger Josef“ | Vreden Ellewick 3                             | Vereinfachter Auszug aus der Denkmalliste der Stadt Vreden                                                                                   |         | 17.10.1986       | 21              |
|                                              | Bildstock „Maria Immaculata“ vor der Kirche in Zwillbrock                                                                           | Zwillbrock                                    | Vereinfachter Auszug aus der Denkmalliste der Stadt Vreden                                                                                   |         | 09.10.1987       | 22              |
|                                              | Bildstock „Heiliger Nepomuk“, 1748 (Chronogramm) ehemals Wassermühlenstraße Vreden/Abgang am Altstandort, Original St. Georg-Kirche |                                               | Vereinfachter Auszug aus der Denkmalliste der Stadt Vreden                                                                                   |         | 12.01.1988       | 23              |
|                                              | Bildstock „Heiliger Nepomuk“ vor der Kirche in Zwillbrock                                                                           |                                               | Vereinfachter Auszug aus der Denkmalliste der Stadt Vreden                                                                                   |         | 09.10.1987       | 24              |
|                                              | Kreuz Erhöhung, 1903 | Vreden Ellewicker Friedhof                    | Vereinfachter Auszug aus der Denkmalliste der Stadt Vreden                                                                                   |         | 09.10.1987       | 25              |
|                                              | Kruzifixus, 17. Jh. in einer Kapelle vor der Kirche in Zwillbrock                                                                   | Zwillbrock                                    | Vereinfachter Auszug aus der Denkmalliste der Stadt Vreden                                                                                   |         | 20.10.1986       | 26              |
| Reste der Stadtmauer, 17./18. Jh.,           | Reste der Stadtmauer, 17./18. Jh.,                                                                                                  | Vreden Burgstr. 14 Karte                      | Vereinfachter Auszug aus der Denkmalliste der Stadt Vreden                                                                                   |         | 17.10.1986       | 27              |
| Ehem. Burg, 1699                             | Ehem. Burg, 1699 | Vreden Burgstraße 14 Karte                    | Vereinfachter Auszug aus der Denkmalliste der Stadt Vreden                                                                                   |         | 17.10.1986       | 28              |
| Bauernhausmuseum, 17. und 18. Jh., Haupthaus | Bauernhausmuseum, 17. und 18. Jh., Haupthaus                                                                                        | Vreden Butenwall 11                           | Vereinfachter Auszug aus der Denkmalliste der Stadt Vreden                                                                                   |         | 17.10.1986       | 29-1            |
| Bauernhausmuseum, Heuerlingshaus             | Bauernhausmuseum, Heuerlingshaus | Vreden Butenwall 11                           | Vereinfachter Auszug aus der Denkmalliste der Stadt Vreden                                                                                   |         | 17.10.1986       | 29-2            |
| Bauernhausmuseum, Speicher                   | Bauernhausmuseum, Speicher | Vreden Butenwall 11                           | Vereinfachter Auszug aus der Denkmalliste der Stadt Vreden                                                                                   |         | 17.10.1986       | 29-3            |
|                                              | Bauernhausmuseum, Pfeilerscheune | Vreden Butenwall 11                           | Vereinfachter Auszug aus der Denkmalliste der Stadt Vreden                                                                                   |         | 17.10.1986       | 29-4            |
|                                              | Bauernhausmuseum, Schafstall | Vreden Butenwall 11                           | Vereinfachter Auszug aus der Denkmalliste der Stadt Vreden                                                                                   |         | 17.10.1986       | 29-5            |
|                                              | Bauernhausmuseum, Back- und Brauhaus                                                                                                | Vreden Butenwall 11                           | Vereinfachter Auszug aus der Denkmalliste der Stadt Vreden                                                                                   |         | 17.10.1986       | 29-6            |
| Bauernhausmuseum, Back- und Flachsofen       | Bauernhausmuseum, Back- und Flachsofen                                                                                              | Vreden Butenwall 11 Karte                     | Vereinfachter Auszug aus der Denkmalliste der Stadt Vreden                                                                                   |         | 17.10.1986       | 29-7            |
| Bauernhausmuseum, Bienenhaus                 | Bauernhausmuseum, Bienenhaus | Vreden Butenwall 11 Karte                     | Vereinfachter Auszug aus der Denkmalliste der Stadt Vreden                                                                                   |         | 17.10.1986       | 29-8            |
|                                              | Bauernhausmuseum, Schirmschoppe | Vreden Butenwall 11                           | Vereinfachter Auszug aus der Denkmalliste der Stadt Vreden                                                                                   |         | 17.10.1986       | 29-9            |
|                                              | Bauernhausmuseum, Kornscheune Schulze-Hessing,                                                                                      | Vreden Butenwall 11                           | Vereinfachter Auszug aus der Denkmalliste der Stadt Vreden                                                                                   |         | 17.10.1986       | 29-10           |
| BW                                           | Ehem. Hospital „Zum Heiligen Geist“, 1575                                                                                           | Vreden Gasthausstraße Karte                   | Gebäude wurde in das Hamaland-Museum bzw. Kult Westmünsterland integriert, Vereinfachter Auszug aus der Denkmalliste der Stadt Vreden        |         | 28.10.1986       | 30              |
|                                              | Ehem. Pastorat St. Georg, 2. Hälfte 18. Jh.,                                                                                        | Vreden Kirchplatz 12                          | Vereinfachter Auszug aus der Denkmalliste der Stadt Vreden                                                                                   |         | 09.10.1987       | 31              |
| Wohnhaus, ca. 1890/1900                      | Wohnhaus, ca. 1890/1900 | Vreden Bahnhofstraße 20 Karte                 | Vereinfachter Auszug aus der Denkmalliste der Stadt Vreden                                                                                   |         | 17.10.1986       | 32              |
|                                              | Wohnhaus, um 1860/1870 | Vreden Burgstraße 15/Wall                     | |         | 17.10.1986       | 33              |
| Wohnhaus,                                    | Wohnhaus, | Gartenstraße 10 Karte                         | Vereinfachter Auszug aus der Denkmalliste der Stadt Vreden                                                                                   |         | 28.10.1986       | 35              |
| Ehem. Ackerbürgerhaus im Kern,               | Ehem. Ackerbürgerhaus im Kern, | Vreden Gasthausstr. 5                         | Vereinfachter Auszug aus der Denkmalliste der Stadt Vreden                                                                                   |         | 17.10.1986       | 36              |
|                                              | Ehem. Vikarie, bez. 1700, | Vreden Kleinemast 60                          | Vereinfachter Auszug aus der Denkmalliste der Stadt Vreden                                                                                   |         | 09.10.1987       | 37              |
| Gaststätte Terrahe,                          | Gaststätte Terrahe, | Vreden Königstraße 6 Karte                    | Vereinfachter Auszug aus der Denkmalliste der Stadt Vreden                                                                                   |         | 20.10.1986       | 38              |
|                                              | Wohnhaus am Ammeloer Kring, | Vreden Ammeloer-Dorf 134, jetzt Kring 24      | Vereinfachter Auszug aus der Denkmalliste der Stadt Vreden                                                                                   |         | 28.10.1986       | 39.3            |
| BW                                           | Herrenhaus „Gut Erika“ | Vreden Lünten-Nork 123 Karte                  | Vereinfachter Auszug aus der Denkmalliste der Stadt Vreden                                                                                   |         | 16.12.1996       | 40              |
|                                              | Gaststätte, bez. 1834, | Vreden Wennewick 1                            | Vereinfachter Auszug aus der Denkmalliste der Stadt Vreden                                                                                   |         | 20.10.1986       | 44              |
|                                              | Wohnhaus 1. Viertel 19. Jh. | Wassermühlenstraße 1                          | Vereinfachter Auszug aus der Denkmalliste der Stadt Vreden                                                                                   |         | 28.10.1986       | 45              |
| Wohnhaus, ca. 1880/1900                      | Wohnhaus, ca. 1880/1900 | Winterswyker Straße 16 Karte                  | Vereinfachter Auszug aus der Denkmalliste der Stadt Vreden                                                                                   |         | 09.10.1987       | 46              |
|                                              | Gutshaus (Schulze Siehoff) 1870/1871                                                                                                | Vreden Ellewick 24                            | Vereinfachter Auszug aus der Denkmalliste der Stadt Vreden                                                                                   |         | 16.01.1989       | 48              |
|                                              | Windmühle „Weiße Mühle“ |                                               | Vereinfachter Auszug aus der Denkmalliste der Stadt Vreden                                                                                   |         | 22.11.1993       | 50              |
| BW                                           | Windmühlenstumpf um 1890 | Vreden Lünten Kirchstraße 11 Karte            | Vereinfachter Auszug aus der Denkmalliste der Stadt Vreden                                                                                   |         | 16.01.1989       | 51              |
|                                              | Spolien am VEW-Gebäude, bez. 1704                                                                                                   | Vreden Butenwall 5                            | Vereinfachter Auszug aus der Denkmalliste der Stadt Vreden                                                                                   |         | 05.11.1991       | 54              |
| Altes Amtsgericht Vreden                     | Altes Amtsgericht Vreden | Vreden Markt 10 Karte                         | Vereinfachter Auszug aus der Denkmalliste der Stadt Vreden                                                                                   |         | 20.10.1986       | 56              |
|                                              | Haus Buss, jetzt Rotering | Vreden Königstraße 1                          | Vereinfachter Auszug aus der Denkmalliste der Stadt Vreden                                                                                   |         | 20.10.1986       | 62              |
| BW                                           | Ehem. Hof Schulze-Röring, jetzt städt. Bauhof                                                                                       | Vreden Ottensteiner Straße 58 Karte           | Ehemaliges Wohnhaus und Tenne "Musikzug der Freiwilligen Feuerwehr Vreden e. V.", Vereinfachter Auszug aus der Denkmalliste der Stadt Vreden |         | 20.10.1986       | 63              |
|                                              | Speicher Kisfeld, Back- und Brauhaus                                                                                                | Vreden Gaxel 1                                | Vereinfachter Auszug aus der Denkmalliste der Stadt Vreden                                                                                   |         | 20.10.1986       | 64              |
|                                              | Speicher Hubbeling, Back- und Brauhaus                                                                                              | Vreden Doemern 38                             | Vereinfachter Auszug aus der Denkmalliste der Stadt Vreden                                                                                   |         | 20.10.1986       | 65              |
|                                              | Kriegerehrensäule ca. 1920 | Vreden Am alten Friedhof                      | Vereinfachter Auszug aus der Denkmalliste der Stadt Vreden                                                                                   |         | 13.07.1988       | 70.1            |
|                                              | Hochkreuzgruppe, Friedhof | Vreden Am alten Friedhof                      | Vereinfachter Auszug aus der Denkmalliste der Stadt Vreden                                                                                   |         | 13.07.1988       | 70.3            |
|                                              | Stadtlohner Kreuz | Vreden Nähe Hof Göring/Gebing, Kleinemast     | Vereinfachter Auszug aus der Denkmalliste der Stadt Vreden                                                                                   |         | 20.10.1986       | 71              |
|                                              | Norbertstein, 1934, | Vreden Klosterhook, Gaxel                     | Vereinfachter Auszug aus der Denkmalliste der Stadt Vreden                                                                                   |         | 13.07.1988       | 72              |
|                                              | Kreuz Am Kalvarienberg, Rosenkranzstationen                                                                                         | Ellewicker Diek                               | Vereinfachter Auszug aus der Denkmalliste der Stadt Vreden                                                                                   |         | 20.10.1986       | 74              |
|                                              | Kreuz vor der St. Marienkirche (Bußmann´s Kreuz)                                                                                    |                                               | Vereinfachter Auszug aus der Denkmalliste der Stadt Vreden                                                                                   |         | 09.10.1987       | 75              |
|                                              | Bildstock „Hl. Antonius von Padua“                                                                                                  | Vreden Temminghoff/Schepers, Wennewick 45     | Vereinfachter Auszug aus der Denkmalliste der Stadt Vreden                                                                                   |         | 20.10.1986       | 76              |
|                                              | Bildstock “Höltermann Nepomuk-Relief”                                                                                               | Vreden Wennewick 33                           | Vereinfachter Auszug aus der Denkmalliste der Stadt Vreden                                                                                   |         | 20.10.1986       | 77              |
|                                              | Bildstock „Pieta“ | Vreden Ammeloe Waterhook                      | Vereinfachter Auszug aus der Denkmalliste der Stadt Vreden                                                                                   |         | 20.10.1986       | 78              |
|                                              | Bildstock „Hl. Katharina“ | Vreden Zwillbrock 2                           | Vereinfachter Auszug aus der Denkmalliste der Stadt Vreden                                                                                   |         | 20.10.1986       | 79              |
|                                              | Markenstein in Doemern, (Judenstein)                                                                                                |                                               | |         | 13.07.1988       | 80              |
|                                              | Jagdstein, Doemerner Höchte, kleiner Stein                                                                                          |                                               | Vereinfachter Auszug aus der Denkmalliste der Stadt Vreden                                                                                   |         | 20.10.1986       | 81              |
|                                              | Jagdstein Doemerner Höchte, großer Stein                                                                                            |                                               | |         | 20.10.1986       | 82              |
|                                              | Bildstock „Kloppendiek“ a) Auferstehung b) Kreuzigung                                                                               |                                               | |         | 09.10.1987       | 84              |
|                                              | Kriegerehrenmal des Vereins der ehem. Landwirtschaftsschüler, 1952                                                                  | Vreden Dewesweg                               | Vereinfachter Auszug aus der Denkmalliste der Stadt Vreden                                                                                   |         | 05.11.1991       | 87              |
|                                              | „Heiliger Johannes“ | Vreden Zwillbrock 7                           | Vereinfachter Auszug aus der Denkmalliste der Stadt Vreden                                                                                   |         | 28.10.1986       | 89              |
| Altes Rathaus                                | Altes Rathaus | Vreden Markt 6 Karte                          | Vereinfachter Auszug aus der Denkmalliste der Stadt Vreden                                                                                   |         | 03.05.2002       | 97              |
|                                              | Grabkreuz Schwering | Kleinemast 1                                  | Vereinfachter Auszug aus der Denkmalliste der Stadt Vreden                                                                                   |         | 23.04.2008       | 100             |
| Haus Franke                                  | Haus Franke | Vreden Gasthausstr. 7                         | Vereinfachter Auszug aus der Denkmalliste der Stadt Vreden                                                                                   |         | 15.09.2009       | 101             |
| Haus Sumelka, vormals Hüning                 | Haus Sumelka, vormals Hüning | Vreden Gasthausstr. 1                         | Vereinfachter Auszug aus der Denkmalliste der Stadt Vreden                                                                                   |         | 14.09.2010       | 102             |